# 无尽传说角色列表
《无尽传说》是一款日本角色扮演游戏，于2011年9月7日在日本发行，适用于PlayStation 3。游戏于2013年8月6日在北美本地化，2013年8月9日在欧洲本地化。其续集《无尽传说2》于2012年11月1日发售。《无尽传说2》的主角由猪股睦美和藤岛康介设计。《无尽传说2》中的新主角路德卡·威尔·库鲁斯尼克由大悟奥村设计。无尽传说的世界被麦克斯韦一分为二； 这两个部分是里兹·玛西亚和埃林匹奥斯。里兹·玛西亚由两个国家组成，奥杰·奥莱和拉舒加尔。在无尽传说事件之后，里兹·玛西亚在一位统治者的领导下实现了统一，分隔里兹·玛西亚和埃林匹奥斯的障碍不再存在，允许双方开始外交关系和贸易。
在无尽传说中，裘德·瑪提斯遇见并与蜜拉·麥斯威爾一起行动，蜜拉意图摧毁一种名为克雷斯尼克之枪的武器，因为它是由斯派瑞克斯提供能量源的，而这种能量源吸收精灵来创造能量。《无尽传说2》的故事发生在一年后，讲述斯皮里尔斯公司雇用的路德卡·威尔·库鲁斯尼克摧毁平行维度，因为精神之源无法维持众多灵魂。 为了摧毁替代宇宙，他必须摧毁可以存在于导致分歧点的物体或生物体内的分歧催化剂。

## 构思与设计
豬股睦美和藤岛康介是《无尽传说》的角色设计师。他们各自负责他们擅长的角色。曾在开发过程中考虑过一个老妇人的设计，但最终被弃置。开发团队赋予反派角色与主角同样合理的动机。在《无尽传说》的开发过程中，开发人员原计划让玩家招募蓋亞斯和反派繆澤，反之亦然；但由于时间限制，所以被弃置了。由于两位艺术家在概念艺术中为角色设计了不同大小的身体比例，因此游戏中的模型被重新缩放以保持一致性。 
在《无尽传说2》中，需要一个新的主角，因为游戏将重点关注于埃林匹奥斯而不是里兹·玛西亚。与此同时，《无尽传说》中回归的主角们也进行了重新设计，以相配埃林匹奥斯市民的着装。 大悟奥村负责设计新的主角并重新设计回归的角色。 奥村表示他是用电脑构思和设计角色的。 

## 主要角色

### 裘德·瑪提斯
配音（英语）： Sam Riegel 
配音（日语）：代永翼 
裘德·马西斯（ジュード・マティス）是一名精通武术的医学生。在《无尽传说2》中，裘德成为了埃林匹奥斯的一名精矿研究员。他由藤岛康介设计，希望让裘德从温顺胆怯的角色一步步成长为游戏结束时的成熟角色；为了补充这一点，裘德的配音演员被指示将他刻画成一个被动的队长。自首次亮相以来，裘德一直在传奇角色人气投票中名列前茅。他出现在英雄傳奇:閃耀雙星中作为可玩角色。

### 蜜拉·麥斯威爾
配音（英语）：Minae Noji
配音（日语）：澤城美雪 
蜜拉麦克斯韦（ミラ＝マクスウェル）是精灵之王麦克斯韦的继承人。 在无尽传说2中，主角们与来自平行宇宙的蜜拉相遇，那里的蜜拉没有成为精灵之王，而是像普通人一样生活。 在队伍摧毁了她的宇宙之后，她被艾儿拉入了主要宇宙。 在游戏的过程中，替代蜜拉在遇到真正的蜜拉后消失了。
由于豬股睦美擅于设计酷炫女性角色，因此她被选中设计蜜拉。睦美表示蜜拉的头发是最难设计的部分，在开发过程中进行了多次调整。开发团队希望蜜拉不带女性化的感觉，但被女性工作人员否决了。 自蜜拉初次登场以来，她在传奇系列中的人气角色投票中名列前茅。 在英雄傳奇:閃耀雙星中也可操作蜜拉。

### 阿尔文
配音（英语）： 馬修·麥瑟 
配音（日语）：杉田智和 
阿尔文（アルヴイン）, 全名阿尔弗雷德·文特·斯文特（アルフレド・ヴイント・スヴェント），是斯文特家族的继承人。当阿尔文的家人乘坐游轮时，游轮被困在里兹·玛西亚，导致他的父亲死亡。 他的叔叔吉兰德强迫他的母亲莱蒂西亚（レティシュ，Retisha）与他发生关系，导致阿尔文对他人不信任。 莱蒂西亚因病卧床，迫使阿尔文与Exodus组织以维持她的生命所需药品； 莱蒂西亚在《无尽传说》的事件中过世，留下阿尔文思考自己在世界中的位置。 起初，阿尔文加入队伍是为了向Exodus组织汇报他们的行动，但随着剧情的发展，他决定与他们同行。
阿尔文的设计师是藤岛康介。藤岛表示阿尔文的设计很容易构思，但他的围巾颜色却很难决定。编剧们希望阿尔文背叛意图对玩家来说是显而易见的，以激起玩家对他动机的好奇心。假设《无尽传说》的事件没有发生，阿尔文的人格将会是裘德成年后人格的化身。自从他的首次亮相以来，阿尔文就在传奇系列人气角色投票中名列前茅。 

### 艾莉泽·卢塔斯
配音（英语）： Karen Strassman (艾莉泽),  Erin Fitzgerald (）
配音（日语）：堀中優希（艾莉泽），  池泽春菜（堤波）  
艾莉泽·卢塔斯（Elize Lutus）是一个年轻的女孩，她的父母因为收留焦而被杀害。此后，她被强行进行实验，并被赋予一种名为“增幅器”的装置，该装置可以增强她的魔法能力。她的增幅器化身为堤波（Teepo），一个会说话的娃娃，代表着她内心的想法。实验室关闭后，她被焦收养，并选择离开他的照顾加入了队伍。在《异度神剑Xillia》事件之后，艾莉泽能够在她的照顾者和朋友德里·赛尔沙里尔的看护下过上正常的生活。
艾莉泽由著名少女设计师藤岛康介设计。Elize 是最后一个被创造的角色，由于开发团队认为让一个小孩子参与战斗会与严肃的氛围相冲突，因此艾莉泽是最后一个被创造的角色。随后，为了解决这个问题，他们创造了堤波作为艾莉泽的伙伴。自初次登场来，艾莉泽就以名列前茅的成绩排在《传奇》系列人气角色投票中。 

### 罗严·J·伊路贝鲁特
配音（英语）： Todd Haberkorn 
配音（日语）：麥人 
罗严·J·伊路贝鲁特（ローエン・J・イルベルト，Rōen J. Iruberuto）曾是拉希古尔军队的传奇战术家，也是纳希特加尔登基前的好友。罗严退休后成为夏瑞尔家族的管家，并在《无尽传说》中加入队伍，以阻止 希特加尔的腐败统治。 在《无尽传说2》中，罗严已经成为里兹玛西亚的总理，并与盖乌斯一起执政。罗严的设计由豬股睦美担当，角色定位是队伍中的导师。编剧们希望罗严拥有退伍军人的气质。自首次亮相以来，罗严一直在《无尽传说》系列中的人气角色投票名列前茅。

### 蕾娅·罗兰德
配音（英语）：劳伦·兰达 
配音（日语）：早見沙織 
蕾娅·罗兰德（レイア・ロランド，Reia Rorando）是裘德的青梅竹马，也是瑪提斯家庭诊所的一名护士。在《无尽传说》的事件后，蕾娅辞去护士的职务，以寻找自己热衷的职业； 最终在《无尽传说2》事件期间成为一名记者。她的设计由豬股睦美负责，她开朗的性格被选择平衡队伍严肃的氛围。自初次亮相以来，蕾娅一直在《传奇》系列的人气角色投票中名列前茅。

### 盖亚斯
配音：置鲇龙太郎 
盖亚斯（ガイアス，Gaiasu），原名厄斯顿·奥特威，是里兹·玛西亚两国之一的奥杰·奥莱的国王。 在他成为国王之前，奥杰·奥莱由许多部族统治，这些部族的领导权都是通过血缘继承的。 盖亚斯的部落因无能的领袖而被摧毁后，于是他决定通过征服统一奥杰·奥莱，并推行一种新的政治体制，即让有能力的领导者来治理国家。 盖亚斯的意图是摧毁所有的斯派克斯（spyrix），这与主角团想要将斯派克斯转化为斯派瑞特（spyrite）的意图产生了冲突。 在《无尽传说》事件后，盖亚斯同意主角团的意见，并将里兹·玛西亚统一为一个国家。 在《无尽传说2》中，盖亚斯利用自己的原名伪装成平民，以调查在埃林匹奥斯的公众舆论，并加入主角团来帮助拯救世界。
设计师是豬股睦美，他被赋予现实主义的个性，以应对裘德的天真和理想主义的个性。自首次亮相以来，盖亚斯在《传奇》系列中人气角色投票中名列前茅。 

### 缪泽
配音（英语）：杰西卡·斯特劳斯
配音（日语）：真田麻美 
缪泽（ミュゼ，Myuze），由著名设计师藤岛康介设计，是蜜拉的姐姐，也是一位大精灵。 在《无尽传说》中，她跟随队伍击败Exodus的任务中并转加入队伍，但后来为了保守里兹·玛西亚的秘密而转而与他们为敌。 在麦克斯韦停止下达命令后，她与盖亚斯结盟。 结尾中，她和盖亚斯一起在《无尽传说》被主角团击败。 在《无尽传说2》中，平行宇宙的缪泽作为分歧点宿主被路德卡杀死。 而真正的缪泽随后加入了队伍。

### 路德卡·威尔·库鲁斯尼克
配音（英语）：乔什·格雷尔
配音（日语）：近藤隆
路德卡·威尔·库鲁斯尼克（ルドガー·ウイル·クルスニク，Rudogā Wiru Kurusuniku）是《无尽传说2》的主角。虽然在游戏中是一个沉默的主角，但在相关的广播剧中有台词。他和同父异母的哥哥尤利乌斯以及他们的宠物猫罗洛住在一起。 在 Exodus 劫持火车时遇到艾儿·梅露·玛塔。 火车坠毁后，斯皮里尔斯公司给他治疗伤势并让他背负了巨额债务。 斯皮里尔斯公司随后雇用路德卡使用他的Chromatus力量，这是一种通过血脉传承的力量，以摧毁平行宇宙。 在他的结局中，他成为斯皮里尔斯公司的总裁并遇到了埃莉的母亲。 他的设计师是大悟奥村。

### 艾儿·梅露·玛塔
配音（英语）： Brina Palencia 
配音（日语）：伊瀨茉莉也
艾儿·梅露·玛塔（エル・ミル・マータ，Eru Meru Maata）是来自另一个宇宙的八岁女孩。 她的父亲维克多派她去主宇宙会见路德卡， 并寻找迦南之地。 她与路德卡和他的猫罗洛关系密切，罗洛在日文原版中被称为 Lulu（ルル，Ruru）。 艾儿是库鲁斯尼克的钥匙，可以让她穿越宇宙并将物品从平行宇宙带到主宇宙。 在她的结局中，她作为一个成年人过着自己的生活，并继续记得路德卡，因为她仍然带着他的怀表。

## 反派

### Exodus
Exodus，原名Ark Noah（Arukunoa） ，是来自埃林匹奥斯的恐怖组织。该组织的领导人是吉兰德（Jirando） ，其动机是贪婪和名声。 吉兰德操纵拉希古尔国王纳希特加尔建造了 克雷斯尼克长枪。在吉兰德死后，Exodus因没有领袖而分裂。 Exodus在《无尽传说2》中回归，他们制造几起恐怖行为，以阻止里兹·玛西亚和 埃林匹奥斯之间的和平谈判。

### 奇美拉骑士团
奇美拉骑士团，在日文原版中被称为Fauve（Fōvu） ，是《无尽传说》中盖亚斯的四个盟友。成员包括乔、温古、阿格莉亚和普蕾萨。

#### 乔
配音（英语）： Patrick Seitz 
配音（日语）：大友龍三郎
乔（jiyao，Jao）是一名被艾莉泽父母庇护的通缉犯。 结果，她的父母被杀害，乔逃跑时抛弃了艾莉泽。 为此，乔对艾莉泽感到愧疚。 在埃林匹奥斯入侵期间，乔为了让队伍逃脱而牺牲了自己。 在《无尽传说2》中，平行世界的乔并没有独自逃跑，而是带着艾莉泽一起逃走。 他是他维度的分歧点，并被队伍杀死。

#### 温古
配音（英语）：唐凯吉
配音（日语）：木内秀信
温古 (ウインガル, Wingaru) 曾是一个反对盖亚斯统一奥杰·奥莱王国计划的部落领袖。 意识到盖亚斯作为一位和平之王的潜力后，温古加入了盖亚斯的革命。 但是他在试图阻止队伍干涉盖亚斯的计划时超负荷使用力量而死亡。 在《无尽传说 2》的平行宇宙中，盖亚斯的妹妹卡拉自杀导致盖亚斯逃跑，而温古成为国王。 他成为了分歧点宿主，并被队伍击败。 温古的母语是《永恆傳奇》中虚构语言的修改形式.

#### 阿格莉亚
配音：坂本真绫
阿格莉亚（アグリア，Aguria）是一位拉舒加尔的贵族，原名纳迪亚·特拉维斯，直到被继母剥夺贵族身份。 在被普雷萨招募之前，阿格利亚开始连环谋杀贵族的行为。 阿格利亚在与队伍的对抗中与普蕾萨一起死亡。在《无尽传说2》的平行宇宙中，蕾娅救了阿格莉亚一命，两人因此成为朋友，在这个维度中经常帮助蕾娅获得报道。

#### 普蕾萨這
配音：佐藤利奈
普蕾萨（プレザ，Pureza）的父母是拉希古尔间谍，被政府发现后抛弃了她。 普雷萨随后受训成为奥杰·奥莱王国的间谍，并在卧底期间与阿尔文相爱。 当普蕾萨向他透露她的使命时，阿尔文背叛了她，导致她的同伴死亡。 在与队伍的对抗中，她与阿格莉亚一起被杀。 阿尔文试图拯救她，但未能及时到达。 盖亚斯国王被击败后，阿尔文为她建立了一座坟墓。 在平行宇宙中，她与阿尔文订婚。

### 斯皮里尔斯公司
斯皮里尔斯公司，原版名是Clanspia Inc.（Kuransupia Sha），是埃林匹奥斯的著名公司。 斯皮里尔斯拥有一个秘密部门，即异次元事务部(DODA)，致力于减少平行宇宙的数量，以延长生命的存在。它由路德卡和尤利乌斯的父亲比兹利·卡西·巴库（ビズリー・カルシ・バクー，Bisley Karcsy Bakur）领导。比兹利由磯部勉配音。

### 里多
配音：遊佐浩二
里多（リドウ・ゼク・ルギエヴイート，Ridou Zeku Rugievuito）是 斯皮里尔斯公司的一名医生，他救了路德卡和艾儿的生命，并让路德卡背负巨额债务。 尽管他是库鲁斯尼克血统的一员，但他出生在贫穷之家，生来就是一个注定要死去的病弱儿童。 德里克·瑪提斯 (Derrick Mathis) 用医用Spyrix替换了他的一些内脏以拯救他的生命。 里多为了支付他的治疗费用而从事一些不光彩的工作，直到比兹利意识到他是 Chromatus的使用者并收留里多为他工作。 里多的生命最终被比兹利使用，以便进入坎南之地。

### 维克多
维克多（ヴイクテル，Vikutoru）是来自平行宇宙的路德卡，也是《无尽传说2》中艾儿的父亲；维克多是斯皮里尔斯特工中最强者的称号。 他的生活轨迹与主角路德卡相似，直到艾儿回到她的家乡并去世。 当他的女儿出生时，裘德和伙伴们决定利用艾儿让主宇宙放过他们； 作为回应，维克多杀了他们并成为了他的世界的分歧点和路标。 维克多随后密谋利用他的女儿将主角路德卡带到他身边，以便他和艾儿能够重生到主宇宙； 但最终被路德卡制服并杀死。

### 克罗诺斯
配音（英语）：乔尔·麦克唐纳
配音：（日语）諏訪部順一
克罗诺斯（クロノス，Kuronosu）是三原神之一，是时空的主宰。 克罗诺斯是赋予库鲁斯尼克血统Chromatus力量的人。 在《无尽传说2》中，他担任起源考核人类价值仲裁者，但很快表现出对人类的极端偏见，认为人类贪婪、好战的寄生虫。

## 配角

### 伊瓦尔
配音（英语）： Orion Acaba 
配音（日语）：森久保祥太郎 
伊巴尔（イバル）是一个信仰麦克斯韦的村庄中的巫师。他自大自傲，认为只有他值得蜜拉的信任。 他将裘德视为竞争对手，并承认自己在《无尽传说》事件中的不足。 在《无尽传说2》中，他受雇于 Spirius Corporation。

### 麦克斯韦
配音：大塚周夫
麦克斯韦（マクスウェル）是三原神之一，是精灵的主宰。 他是被人类蜜拉·库鲁斯尼克召唤而来，因此他对人类情有独钟。

### 尤利乌斯·威尔·库鲁斯尼克
配音（英语）： J.Michael Tatum 
配音：（日语） 大川透 
尤利乌斯·威尔·库鲁斯尼克（ユリウス・ウイル・クルスニク）是路德卡同父异母的哥哥。 他从小就开始为比兹利工作，误杀了路德卡的母亲。 在了解到库鲁斯尼克血统和比兹利的目的后，尤利乌斯收养了路德卡，打算利用他进行复仇。路德卡对他的爱让 尤利乌斯开始将他视为弟弟而不是工具。 在《无尽传说2》的结尾，尤利乌斯将自己作为牺牲品，让队伍前往迦南之地。

### 起源
配音：远藤绫
起源是三原神之一，负责净化和转世灵魂。 他居住在灵魂净化发生的迦南地与安排了一场试炼以查看人类是否值得拯救。

## 評價
人们对角色的評價有所不同。《Edge》称角色之间的互动写得很好且引人入胜，并赞扬这些角色避免在漫画和动画中常见的陈词滥调。
《电子游戏月刊》认为这些角色与之前的传奇系列游戏相比相当正常和有能力。 
《PlayStation官方杂志》和Polygon则认为这些角色符合JRPG的原型且可预见性较高。